# Орлов, Николай Васильевич (полковник)
Николай Васильевич Орлов (1870— после 1939) — полковник царской армии, участник Первой Мировой войны и Белого движения на Дальнем Востоке.

## Биография
Образование получил в Одесской духовной семинарии (3 кл.), Одесском пехотном юнкерском училище по 2-му разряду, Офицерской стрелковой школе «успешно». Полковник Николай Васильевич Орлов был кадровым офицером Заамурского округа пограничной стражи, в котором служил с 1909 года. 
В 1915 году в рядах 1-го Заамурского пехотного полка он выступил на фронт. Во время Первой мировой войны Орлов дослужился до чина полковника, командовал 14-м Заамурским пехотным полком, получил орден Св. Георгия 4-й степени (5 мая 1917). 
Летом 1917 года, в связи с развалом фронта, Орлов с женой и дочерью отправился по железной дороге через всю Россию к месту своей прежней, довоенной службы, в Харбин.

## Участие в Гражданской войне
К моменту возвращения полковника в Харбин, власть в полосе отчуждения КВЖД захватил большевик прапорщик Рютин. Он опирался на 559-ю и 618-ю ополченческие дружины, несшие охрану железной дороги, поддержавшие большевиков. Управляющим дорогой, вместо генерала Д. Л. Хорвата, большевики назначили некоего Славина, но Хорват отказался сдавать ему дела. Вскоре вмешались китайцы, которые 13 декабря 1917 года ввели свои войска в полосу отчуждения дороги. Большевистские ополченческие дружины были разоружены и высланы в Россию.
Поддержал идею создания на КВЖД Охранной стражи. Датой создания своего отряда сам Орлов считает 20 декабря 1917 года, когда он всего лишь с пятью офицерами занял Миллеровские казармы в центре Харбина. Рядовыми в отряд поступали преимущественно офицеры.
Первоочередными задачами формируемого отряда являлись обустройство казарм (причем на первое время офицерам пришлось самим делать всю чёрную работу, включая уборку казарм и топку печей), но, главное, охранять порядок в городе, выставляя ежедневно караулы на станции, в Русско-Азиатском банке, у артиллерийских складов, у пироксилиновых погребов. В Харбине было всё ещё неспокойно: большевистские настроения были всё ещё очень сильны в механических мастерских и в железнодорожных полках. И небольшой Орловский отряд, являвшийся на тот момент составной частью Охранной стражи, был едва ли не единственной надёжной русской частью, на которую мог опереться генерал Хорват.
Как вспоминает Орлов, первое серьёзное пополнение пришло в отряд под Рождество, в Святой Вечер, как раз тогда, когда орловцы собрались в казарме для общей трапезы, организованной для них супругой консула Н. Н. Поповой. В этот момент в казарму прямо с поезда прибыла большая партия кадет Хабаровского кадетского корпуса, изъявившая желание поступить в отряд. Таким образом, этот вечер стал для отряда праздничным вдвойне.
Опубликовано в :

В дальнейшем формирование пошло усиленным темпом. Образовывались взвод за взводом, и приблизительно через месяц была уже готова 1-я Особая рота. В ея рядах были представители всех родов оружия: пехоты, артиллерии и кавалерии, инженерных войск, летчики и даже представители флота — морские офицеры и гардемарины. Так образовывались превосходные кадры для формирования разных частей войск.

Опубликовано в :

2-го февраля в 10 часов утра со станции Харбин отбыл на запад «таинственный товарный поезд». То, что сюда погрузились вооруженные силы Орловцев, составляло для линии большой секрет. Высланная заблаговременно вперед контр-разведка приняла все меры к тому, чтобы никто не мог предупредить её ни по телеграфу, ни по фонопору о продвижении воинскаго эшелона. И, действительно, приход такого поезда был полным сюрпризом всюду на станциях. Дежурные агенты, встречая его, таращили в недоумении глаза: вместо ожидаемого товарного поезда приходил воинский состав, и едва успевала войти на станцию его головная часть, как из вагонов на ходу уже выскакивали отдельные группы вооруженных с гранатами в руках. Вот одна из них быстро пробегает по перрону, направляясь к казармам. Четыре человека занимают выходы и, угрожая гранатами, сгоняют опешивших товарищей в противоположную от пирамид сторону. Вслед вбегает ещё несколько Орловцев. Молодцы эти на глазах оцепеневших от страха солдат быстро вынимают из винтовок затворы и грузят их в подушечные наволочки. Вся эта процедура занимает не более 10-ти минут, и затворы уносятся в эшелон. Тем же порядком отмыкаются от винтовок и штыки, отбираются револьверы. И все оружие грузится на двуколки и также увозится на станцию. Таким образом, смелыя, лихие действия Орловцев всюду производили на солдат должное впечатление. Они становились послушным стадом и были использованы, как рабочая сила, грузили и отвозили в эшелон все те казенныя вещи, которыя подлежали сдаче. Выполняя приказ Управляющего Дорогой, Орловцы держали себя в высшей степени корректно. И всюду разоружение проходило гладко; к репрессиям прибегать не приходилось нигде, за исключением лишь станции Чжалантун. Здесь после разоружения товарищи — солдаты в отместку испортили путь, но сделали это неумело, вблизи самой станции за семафором, так что злое дело было вовремя обнаружено, и замысел крушения поезда был предотвращен. Злоумышленники понесли должную кару, а солдатам железнодорожной роты пришлось не мало поработать по исправлению пути.

Добравшись до станции Маньчжурия, 1-я рота подкрепила отряд Семёнова и вместе с ним приняла участие в бою на станции Шарасунь (или Шарасун), однако бой этот закончился неудачно. Отряды отступили в Китай.
Вечером 27 февраля все части Орловского отряда отбыли обратно в Харбин. Между тем, в Харбине кадры Орловского отряда продолжал своё развертывание, несмотря на то, что начальник охранной стражи генерал Самойлов занял по отношению к отряду непримиримую позицию и отказывался выдавать ему что-либо из вооружения, обмундирования и снаряжения, хотя запасы имелись на Харбинских складах. В результате, орловцам приходилось забирать всё это со складов силой, невзирая на формальные запреты. Таким образом, в первых числах февраля удалось, закончить формирование 2-й роты и конного дивизиона. Затем, «самотёком» к отряду прибыли 4 пушки с полной запряжкой. Была сформирована отдельная батарея, командиром которой стал старый Заамурец, капитан Ломиковский. Затем, уже по возвращении из Шарасуньского похода были созданы также 3-я и 4-я роты, 2-я батарея (командиром — капитан Карпенко), инженерная рота, автомобильный и санитарный отряды, отрядная пулеметная команда, служба связи, нестроевая и музыкантская команды.
7 марта на Соборной площади города Харбина был устроен грандиозный парад. Принимал его японский генерал Накасима, которого сопровождал консул Г. К. Попов. После этого последовало распоряжение о снабжении отряда из складов в Чанчуне японским оружием, снаряжением и боеприпасами. Вместе с оружием прибыли и инструктора, которые должны были обучить Орловцев стрельбе из японских пулеметов.
Несогласованность действий атамана Семёнова и прибывшего в Харбин генерал-майора Плешкова распыляла силы отряда Орлова: к Семёнову на щедрые его посулы «убыли» штабс-капитан Меди (должен был сформировать 4-ю роту отряда), ротмистр Враштил (конно-артиллерийская рота), штабс-капитан Квятковский (с полуротой).
10 мая в Харбин прибыл адмирал Колчак. В отряде Орлова известие о прибытии Колчака было встречено с огромной радостью, и весь личный состав отряда, во главе со своим командиром, подчинился ему сразу же и безоговорочно.
В середине мая полковник Орлов, сопровождая адмирала Колчака, побывал на станции Маньчжурия, где адмирал собирался уговорить атамана Семёнова (квартировавшего на станции) присоединиться к нему (от Семёнова получен был категорический отказ).
В конце мая отряд Орлова по приказу Колчака перебазировался ближе к границе с Приморьем — на станцию Пограничная. 10 июня Колчак вызвал с Пограничной «верные ему войска» обратно в Харбин.
После отъезда Колчака в Японию с помощью подковёрной борьбы полковник Орлов был фактически отстранён от командования своим отрядом.
Орлов временно совершенно отошёл от дел и проживал в Харбине в качестве частного лица. Однако вскоре после переворота 18 ноября 1918 года, сделавшего Колчака Верховным правителем, Орлов получил из Омска, от генерала Марковского, телеграмму с предложением занять должность командира вновь формировавшегося в Канске 32-го Сибирского стрелкового полка. При этом Орлову рекомендовалось пригласить на службу во вверенный ему полк бывших офицеров его отряда, оставшихся, как и он, не у дел. Орлов немедленно выразил своё согласие, с ним вместе поехало 25 офицеров. По пути Орлову и его офицерам пришлось проезжать Читу, и они очень боялись репрессий со стороны Семёнова, тем более что его конфликт с Колчаком был в самом разгаре, но все обошлось благополучно.

На этом посту в Канске полковник Орлов пробыл вплоть до конца 1919 года. Дальнейшая судьба его мне пока неизвестна, однако, похоже, ему удалось благополучно вырваться в Забайкалье и оттуда в Китай, поскольку на его рукописи стоит дата: 8 февраля 1933, г. Харбин.